# Penisola di Varanger
La penisola di Varanger (in norvegese Varangerhalvøya, in sami settentrionale Várnjárga) è situata all'estremità nord-orientale del territorio della Norvegia ed è parte della contea di Finnmark. È delimitata a nord-ovest dal Tanafjord a nord e nord-est dal mare di Barents e ad est e a sud dal Varangerfjord. La penisola comprende i comuni di Vadsø, Båtsfjord, Berlevåg, Vardø e parte dei territori di Tana e Nesseby.

## Territorio, clima e ambiente
La penisola è localizzata nella parte settentrionale della penisola Scandinava ed è considerata una delle estremità dei monti Scandinavi.
Il territorio è costituito per lo più da un altopiano accidentato, ma caratterizzato da rilievi modesti culminanti nei 633 m del monte Skipskjølen. Il plateau è solcato da alcune valli di origine fluviale, tra cui la valle Syltefjorddalen e quella del fiume Jakobselva.
È situata a circa 300 km a nord del circolo polare artico e l'isoterma di 10 °C (50 °F) di luglio (con cui si definisce il confine della regione artica) passa appena a sud della penisola.
La maggior parte del territorio è priva di vegetazione, paesaggio tipico della tundra. Nei pressi delle coste i terreni sono caratterizzati da sedimenti e formazioni posteriori alla linea di costa dell'era glaciale.
Le condizioni climatiche, tipiche del clima subartico, sono caratterizzate da basse temperature e limitate precipitazioni, motivo della mancanza di vegetazione, ad esclusione della costa meridionale lungo il Varangerfjord, dove temperature un po' più miti permettono l'esistenza di piccoli boschi di betulle.

## Fauna

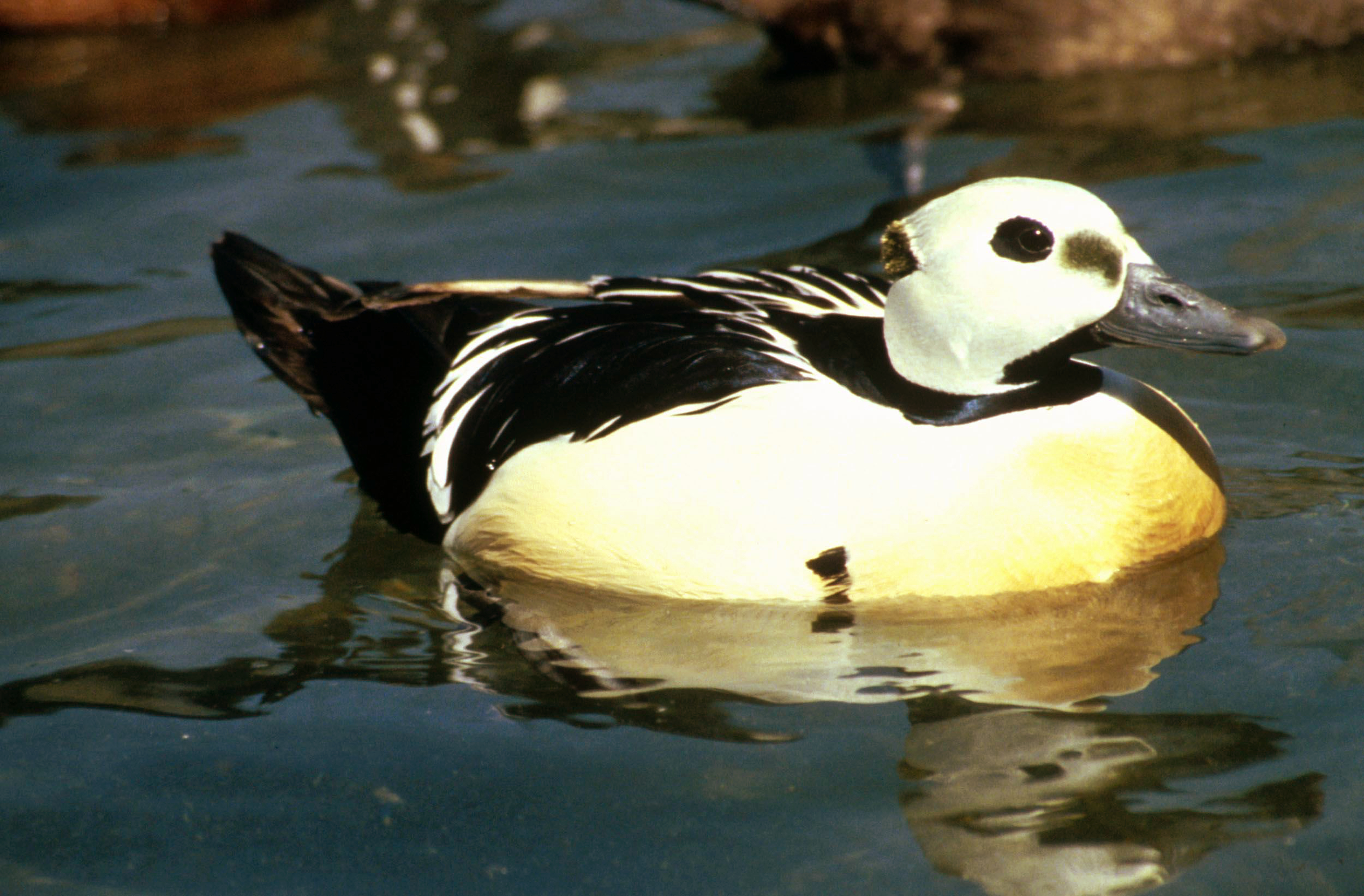
Ledredone di Steller è tra gli uccelli più comuni nella penisola di Varanger.

Dell'intera superficie della penisola ben 1804 km² sono occupati dal Parco nazionale Varangerhalvøya, istituito nel 2006. Contemporaneamente all'istituzione dell'area protetta, il Direttorato norvegese per la gestione della natura ha avviato un progetto di reintroduzione della volpe artica, fortemente minacciata nella Norvegia continentale, integrato ad una politica di controllo e abbattimento della più grande e forte volpe rossa, competitrice nella stessa regione.
Le coste della penisola ospitano invece molte specie di uccelli marini: alcune specie di uccelli artici trascorrono l'inverno nella zona. La presenza di queste specie ha favorito lo sviluppo del birdwatching. In particolare, da 8000 a 15000 esemplari di edredone di Steller (pari a circa 80-90% della popolazione europea) svernano normalmente nel Varangerfjord. Tipici sono anche il re degli edredoni (1500-4000 esemplari), l'edredone comune (5000-6000 esemplari), la moretta codona (1200 esemplari) e il piovanello violetto (1000 esemplari). Nelle stagioni delle migrazioni, soprattutto lungo le coste e nelle zone umide, sono molto comuni il gambecchio comune, il piovanello comune, il piovanello pancianera e il falaropo beccosottile.

## Attività umana
La penisola, a causa del clima poco ospitale, è scarsamente abitata. La popolazione totale della penisola sfiora i 15.000 abitanti, con una densità di circa 7 ab./km², prevalentemente dedita alla pesca e al turismo. Nella penisola, precisamente a Vardø, ha inizio la strada europea E75, che ne percorre l'intera costa meridionale per terminare a Sitia, sull'isola di Creta in Grecia, dopo un percorso di 5.639 km attraverso l'Europa.
Nel territorio della penisola è presente un solo aeroporto, l'aeroporto di Vadsø, nei pressi dell'omonima località.
In quest'area inoltre ha luogo la Varanger Arctic Kite Enduro (VAKE), una delle competizioni di snowkite più importanti del mondo.

### Primi insediamenti umani
Il basso tasso di degradazione dei terreni nell'intera penisola di Varanger ha permesso la conservazione con minime alterazioni del suolo come appariva in era preistorica; il clima artico asciutto ha inoltre contribuito a preservare il materiale organico, testimonianza della presenza umana nella regione.
Si stima che l'uomo abbia popolato queste aree fin da 12.000 anni fa come testimoniato dal ritrovamento dei resti di una cucina risalente al 7500 a.C.. L'uomo che abitò la penisola era prevalentemente un cacciatore e allevatore, successivamente sviluppò anche la pesca, prevalentemente nel fiordo Varangerfjord che, grazie all'azione della corrente del Golfo, è privo di ghiacci anche d'inverno.
A testimonianza della presenza umana sono stati ritrovati parecchi resti di insediamenti preistorici, concentrati per lo più nella località di Ceavccageađgi, ma presenti anche a Noidiidčearru, Gollevárri e Ruovdenjunluovta. Questi consistono in resti di abitazioni, necropoli e luoghi di sepoltura, siti sacri e destinati ai sacrifici.
I quattro siti, raggruppati sotto la denominazione Várjjat Siida dal nome dell'unità territoriale che li riuniva, sono stati candidati nel 2011 all'inserimento tra i siti Patrimonio dell'umanità dell'UNESCO.

## Galleria d'immagini

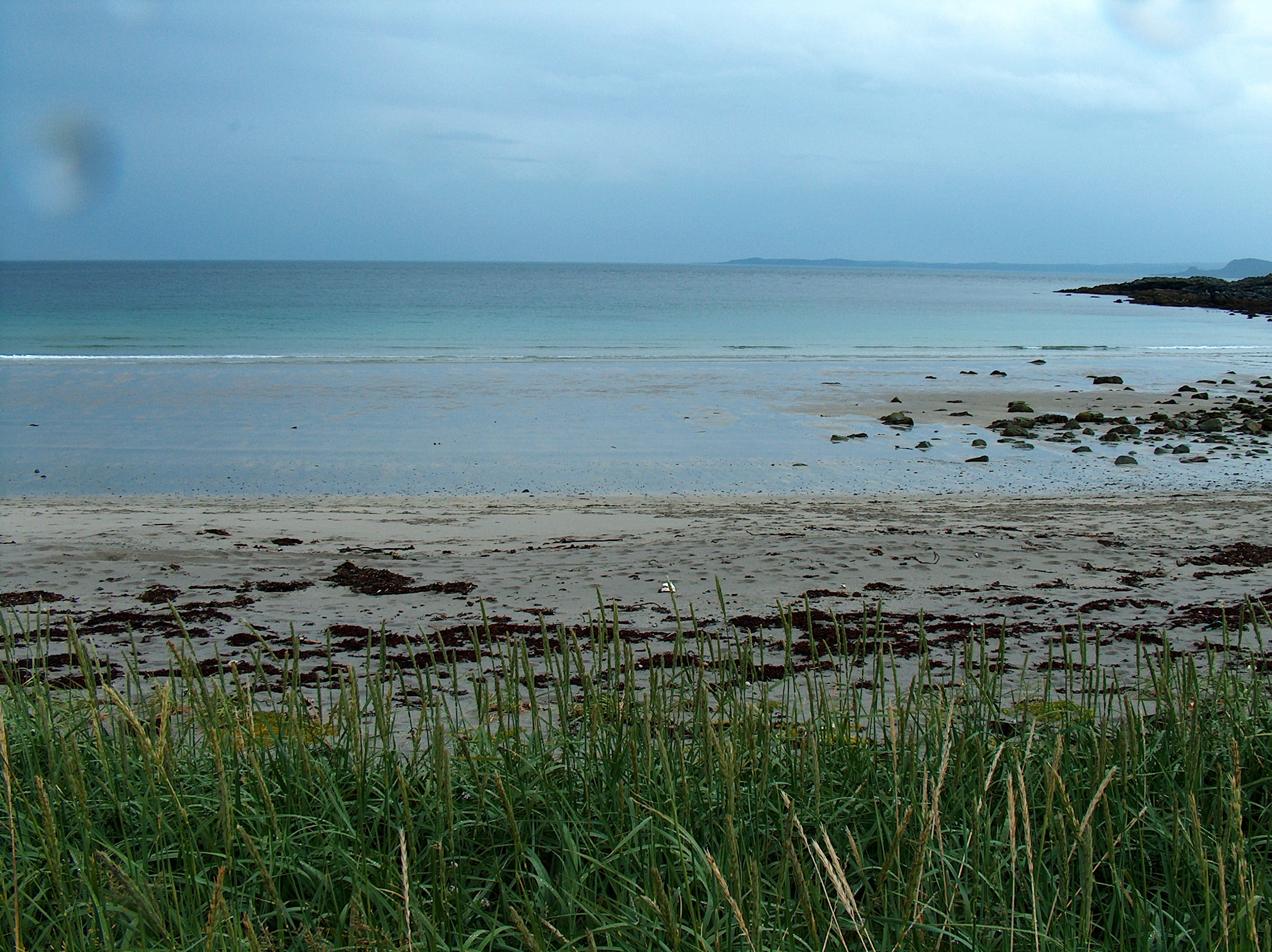
Una spiaggia nei pressi del villaggio abbandonato di Hamningberg.
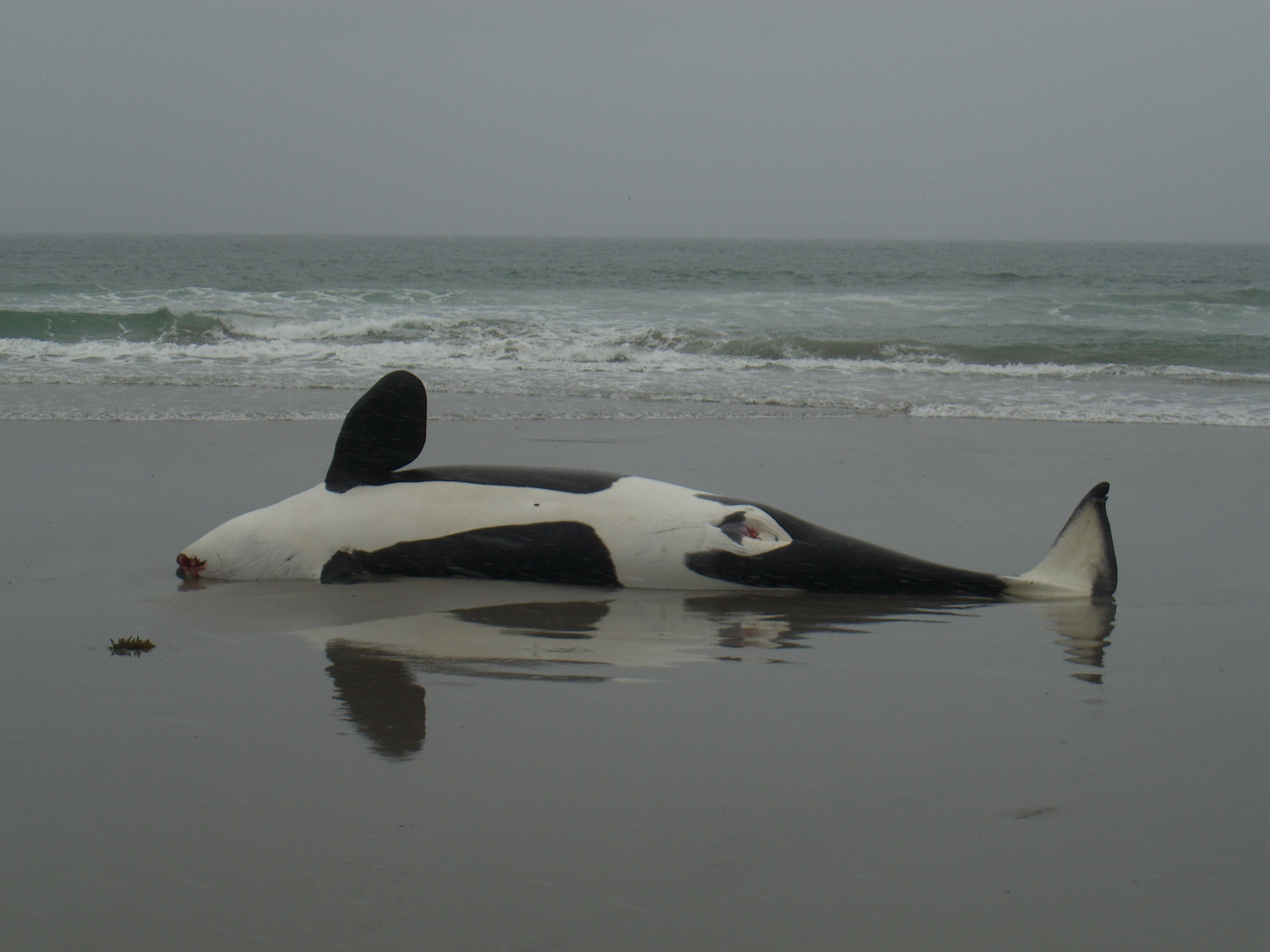
Un'orca spiaggiatasi.
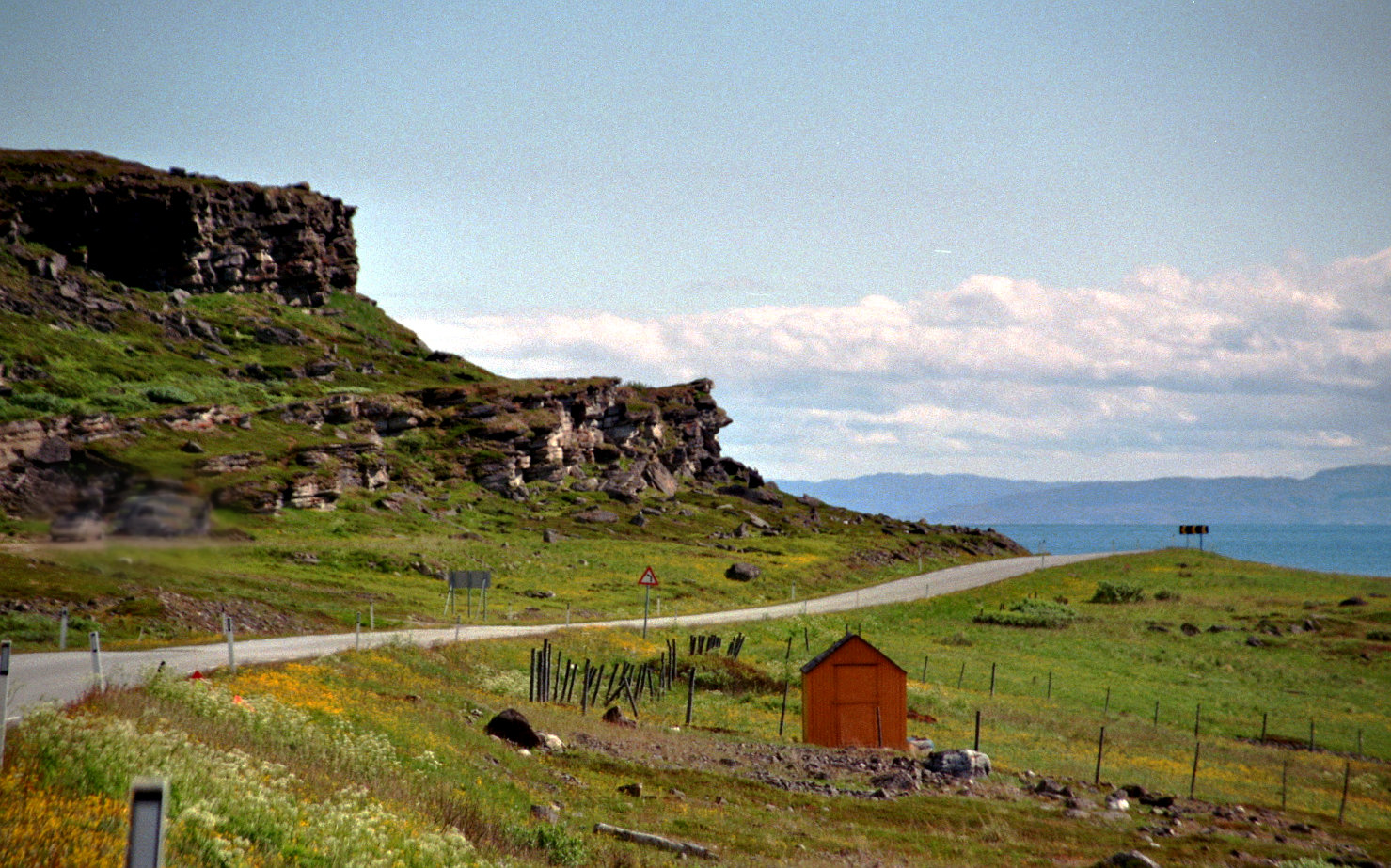
La strada europea E75 lungo la costa settentrionale.